# Пам'ятник воїнам другого бастіону (Севастополь)
Пам'ятник другого першого бастіону — пам'ятник в Севастополі в Нахімовському районі присвячений воїнам другого бастіону, що захищали місто в часи першої оборони міста. Встановлений до 50-річного ювілею оборони в 1905 році у знову розбитому сквері по нинішній 2-й Бастіонній вулиці за проектом військового інженера О. І Енберга.
Пам'ятник являє собою штучну скелю з необроблених діоритових брил в центрі басейну. Висота пам'ятника — 2,5 м. До радянсько-німецької війни з фонтану по каменях у басейн струмувала вода, проте під час війни пам'ятник був пошкоджений, реставрований в 1958 році, проте фонтан не відновили.